# Сікачі-Алянське сільське поселення
Сікачі́-Аля́нське сільське поселення (рос. Сикачи-Алянское сельское поселение) — сільське поселення у складі Хабаровського району Хабаровського краю Росії.
Адміністративний центр та єдиний населений пункт — село Сікачі-Алян.

## Населення
Населення сільського поселення становить 272 особи (2019; 264 у 2010, 297 у 2002).